# Зубутли
Зубутли — село в Казбековском районе Дагестана, в России. Административный центр Зубутлинского сельсовета, выделенного в 2021 году (планировавшееся с 2016 года).

## География
Расположено на второй ступени главного Сулакского каньона, на левом берегу реки Сулак. Связан горной грунтовой дорогой с близлежащим посёлком Дубки.

## Население
| 1889 | 1926  | 1939  | 1959  | 1970  |
| ---- | ----- | ----- | ----- | ----- |
| 1039 | ↗1142 | ↗1195 | ↘1036 | ↗1257 |

## История
15 сентября 1844 года в Кавказскую войну был окружен отрядом казаков, которые разрушили мост и сожгли село.
Разрушен до основания землетрясением 14 мая 1970 года. Население, насчитывавшее около 540 жителей, было переселено в село Зубутли-Миатли, населённый пункт исключен из учётных данных. Восстановлено распоряжением правительства Республики Дагестан. Название присвоено распоряжением Правительства РФ от 5.12.2014 г. за № 2469-р.
Рядом с аулом расположена Зубутльская кластокарстовая (суффозионно-карстовая) пещера протяженностью 21 м. .